# 栗山赤十字病院
栗山赤十字病院（くりやませきじゅうじびょういん）は、北海道夕張郡栗山町にある病院。

## 沿革
- 1952年（昭和27年）：町立栗山病院として開院し[1]、日本赤十字社北海道支部が経営受託[2]。
- 1954年（昭和29年）：栗山町から日本赤十字社に移管し[1]、栗山赤十字病院と改称[2]。
- 1963年（昭和38年）：精神科病棟完成（精神病床は2000年に廃止）[2]。
- 1981年（昭和56年）：看護婦寄宿舎・院内保育所新築[2]。
- 1999年（平成11年）：訪問看護ステーション開設（2009年廃止）[2]。居宅介護支援事業者指定（2009年廃止）[2]。
- 2002年（平成14年）：療養病棟開設[2]。
- 2003年（平成15年）：地域医療連携室開設[2]。
- 2005年（平成17年）：人工透析センター新設[2]。

## 機関指定
- 救急告示病院

## 診療科等
診療科
- 内科
- リウマチ科
- 循環器内科
- 外科
- 整形外科
- 精神神経科
- 耳鼻咽喉科
- 皮膚科
- 泌尿器科
- 眼科
- リハビリテーション科

部門
- 看護部
- 薬剤部

センター
- 人工透析センター

## アクセス
北海道道874号朝日桜丘線沿いに位置している。
- 北海道中央バス（岩見沢営業所）、夕張鉄道（夕鉄バス）「日赤病院前」、栗山町営バス「日赤前」バス停下車
- 道央自動車道江別東IC・岩見沢ICから車で約20分